# Jordi Puig Vicens
Jordi Puig Vicens (Gerona, 16 de abril de 1971) es un exjugador de baloncesto español. Con 1,82 m de estatura, su puesto natural en la cancha era el de base. 

## Trayectoria
- Cantera Club Bàsquet Girona
- Club Bàsquet Girona (1988-1993)
- Club Baloncesto Gran Canaria (1993-1994)
- Pryca Albacete (1994-1995)
- Optica Gandía (1995-1996)